# قارص طويل الأصابع
قارص طويل الأصابع هو (بالإنجليزية: Garypus longidigitus) نوع من العقارب الكاذبة في عائلة Garypidae . تم وصفه في عام 1947 من قبل عالم العنكبوت الأمريكي كلارنس كلايتون هوف . يشير اللقب المحدد longidigitus إلى الأصابع الطويلة والنحيلة جدًا.